# The Twelve Days of Christmas
"The Twelve Days of Christmas" (em português: "Os Doze Dias do Natal") é uma cantiga de Natal inglesa que enumera na forma de uma canção acumulativa uma série de presentes cada vez maior dados em cada um dos doze dias de Natal (correspondidos entre o dia de Natal e a Epifania do Senhor). A canção, publicada na Inglaterra em 1780 sem a música, como um canto ou rima, desconfia-se ser de origem francesa. "The Twelve Days of Christmas" está no número 68 do Índice Roud Folk Song. A música pode variar, mas a melodia padrão é derivada de um arranjo de 1909 de uma melodia popular tradicional feita pelo compositor inglês Frederic Austin, que primeiro introduziu o prolongamento do verso "cinco anéis dourados".

## Letra
"The Twelve Days of Christmas" é uma canção cumulativa, o que significa que cada verso é construído em cima dos versos anteriores. Há doze versos, cada um descrevendo um presente dado pelo "meu verdadeiro amor" em um dos doze dias de Natal. Há muitas variações nas letras. A letra apresentada aqui são da publicação de Frederic Austin de 1909, que foi o primeiro quem estabeleceu a forma atual da canção. Os três primeiros versos estão escritos na sua totalidade, como se segue. A coluna da esquerda apresenta a versão original em inglês a coluna da direita em português.

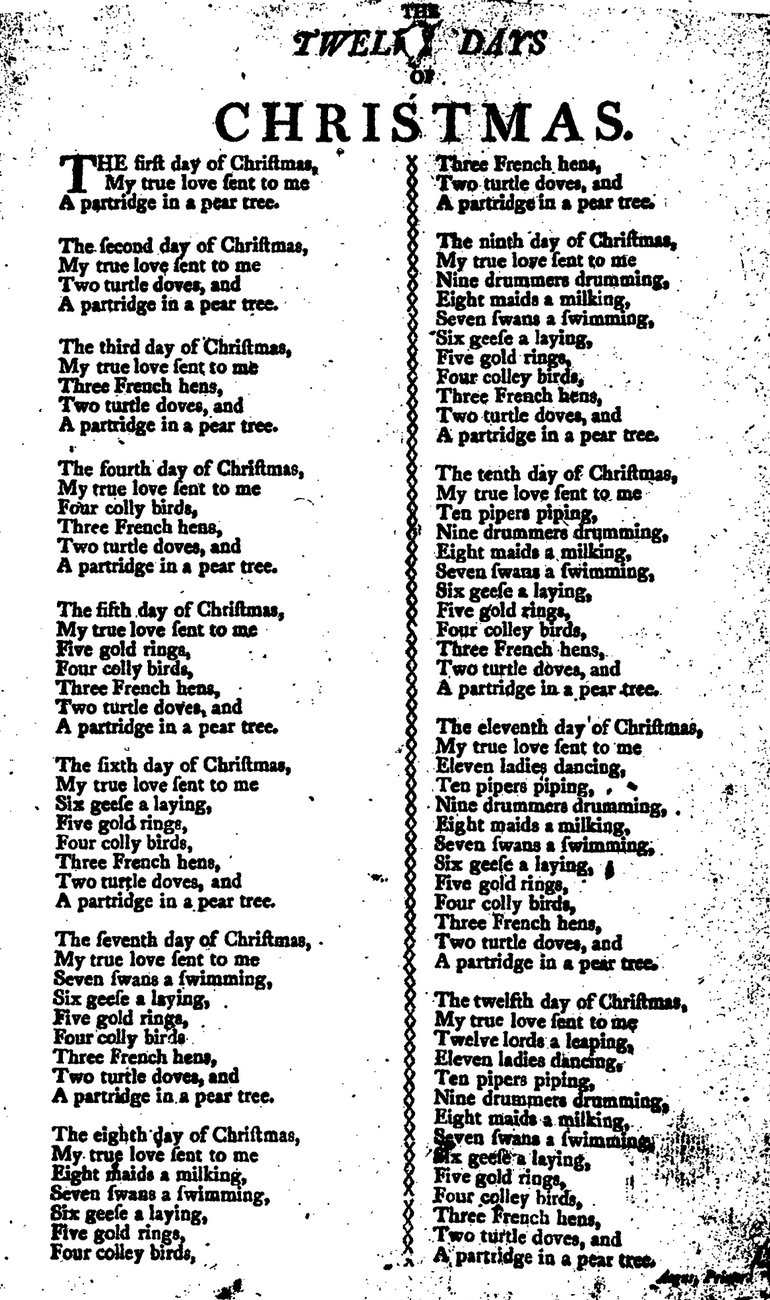
Letra da música escrita em 1825.

On the First day of Christmas my true love sent to me

a Partridge in a Pear Tree.

On the Second day of Christmas my true love sent to me

Two Turtle Doves

and a Partridge in a Pear Tree.

On the Third day of Christmas my true love sent to me

Three French Hens,

Two Turtle Doves

and a Partridge in a Pear Tree.

No primeiro dia do Natal meu verdadeiro amor me deu

uma perdiz em um pereira.

No segundo dia do Natal meu verdadeiro amor me deu

Duas pombas-rola

e uma perdiz em uma pereira.

No terceiro dia do Natal meu verdadeiro amor me deu

Três galinhas francesas,

Duas pombas-rola

e uma perdiz em uma pereira.
Os versos subsequentes seguem o mesmo padrão, cada um adicionando um novo presente e repetindo todos os presentes anteriores, de modo que cada verso é uma linha mais longa do que seu antecessor:
4 Calling Birds
5 Gold Rings
6 Geese a-Laying
7 Swans a-Swimming
8 Maids a-Milking
9 Ladies Dancing
10 Lords a-Leaping
11 Pipers Piping
12 Drummers Drumming
4 Pássaros cantando
5 Anéis dourados
6 Gansos chocando
7 Cisnes nadando
8 Servas ordenhando
9 Senhoras dançando
10 Lordes saltando
11 Flautistas tocando flautas
12 Percussionistas tocando tambores

## Origens e significado
As origens exatas e o significado da canção são desconhecidas, mas é altamente provável que se originou a partir de um jogo da memória infantil.
Os doze dias da canção são os doze dias que começam no dia de Natal, ou em algumas tradições, um dia depois do Natal (26 de dezembro) (Boxing Day ou dia de Santo Estêvão), até o dia antes da Epifania do Senhor (6 de janeiro, ou no dia de Reis). A Noite de Reis é definido pelo Oxford English Dictionary como "a noite de 5 de janeiro, anterior a Noite de Reis, na véspera da Epifania, oficialmente o último dia das festas de Natal e é observado como um tempo de folia."
A versão mais conhecida em inglês foi impresso pela primeira vez em 1780 em um pequeno livro destinado a crianças, Mirth without Mischief, como um jogo da memória do Dia de Reis, em que um líder recitava um verso e cada um dos jogadores o repetiam, com o líder acrescentando outro verso, e assim por diante até que um dos jogadores cometesse um erro, com o jogador que errou tendo que pagar uma penalidade, como oferecer um beijo ou um doce. Cem anos mais tarde, Lady Gomme, um colecionador de cantigas e rimas, descreu que o jogo era usado todas as noites no Dia de Reis antes de comer.
Escrevendo por volta de 1846, Edward Rimbault afirmou que "todas as crianças repetiam sucessivamente os presentes do dia, e perdia para cada erro."
Salmon, escrevendo de Newcastle, afirmou em 1855 que a canção "era, dentro de vinte anos, extremamente popular como uma cantiga de Natal de um estudante".
"Twelve days of Christmas" foi adaptada de canções francesas de Ano Novo ou de Primavera, dos quais pelo menos três são conhecidas, todos com uma perdiz como o primeiro presente. A pereira aparece somente na versão em inglês, mas isso também poderia indicar uma origem francesa. De acordo com Peter e Iona Opie, as perdizes vermelhas (ou francesas) em árvores eram utilizados com mais frequência do que a perdiz nativa comum cinza e não foi introduzida com sucesso na Inglaterra até cerca de 1770. Cecil Sharp observou que "a partir da constância das versões em inglês, francês e Languedoc da "pequena perdiz alegre, eu suspeito que a pereira é na verdade perdrix (pertriz em francês antigo) levado para a Inglaterra"; e "junipero" em algumas versões em inglês podiam ter sido "joli perdrix", [perdiz encantadora]. Sharp também sugere que o adjetivo "francês" em "três galinhas francesas", provavelmente significava apenas "estrangeiro".
Nos condados do norte da Inglaterra, a canção foi muitas vezes chamada de "Ten Days of Christmas" ("Dez Dias de Natal"), já que havia apenas dez presentes. Ela também era conhecido em Somerset, Dorsetshire e em outros lugares na Inglaterra. Os tipos de presentes variam muito, alguns deles se tornando trava-línguas aliterativos. "Twelve days of Christmas" também foi bastante popular nos Estados Unidos e Canadá. Ela é mencionada na seção sobre "Canções em cadeia" no Motif-Index of Folk-Literature de Stith Thompson.
Há evidências apontando para o norte da Inglaterra, especificamente a área ao redor de Newcastle upon Tyne, para a origem da canção. Husk declarou em 1864 que a canção foi "encontrada em impressos em Newcastle em vários períodos durante os últimos cento e cinquenta anos", ou seja, de cerca de 1714. Além disso, muitas das citações do século XIX vêm da área de Newcastle.

## Significados dos presentes
. 

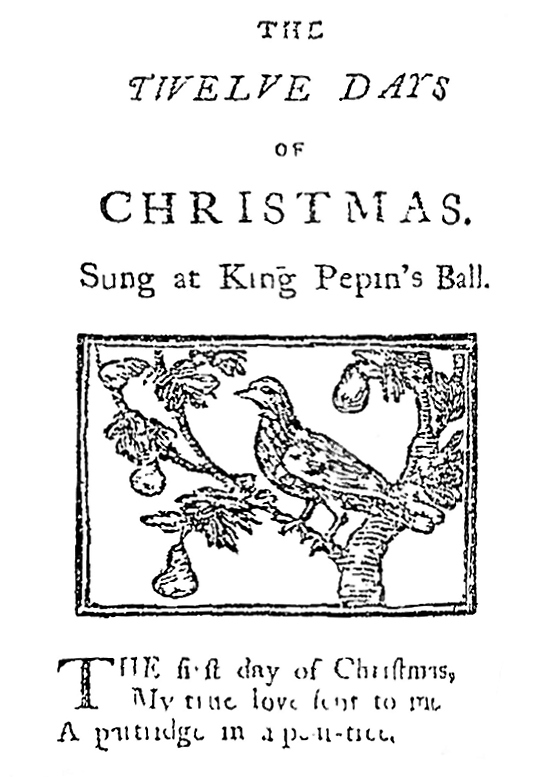
Alegria sem maldade (1780). Londres: impresso por J. Davenport, George's Court - A imagem mostra claramente uma árvore frutificada com peras

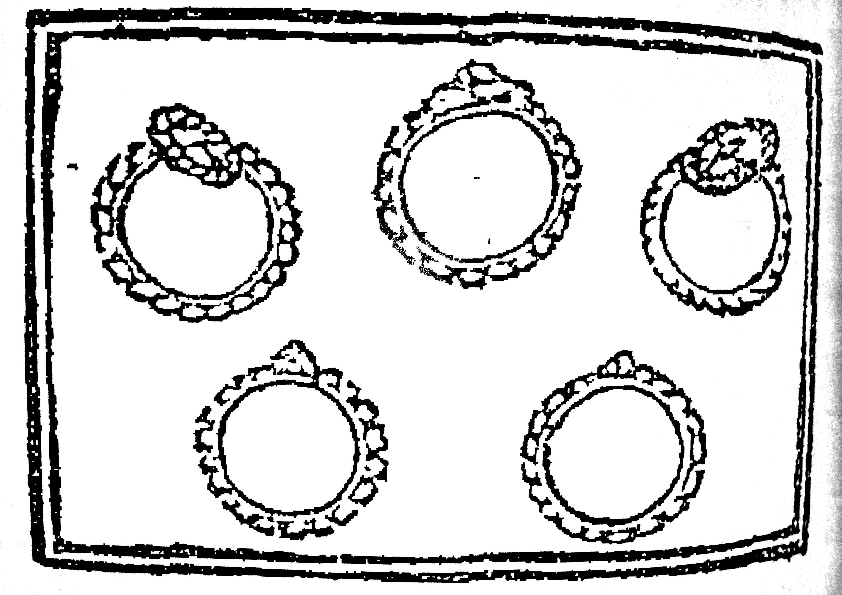
Ilustração dos "cinco anéis dourados", a partir da primeira publicação conhecida de "The Twelve Days of Christmas" (1780).

Em 1979, um hinologista canadense, Hugh Duncan McKellar, publicou um artigo, "Como decodificar Twelve Days of Christmas", em que ele sugeriu que a letra foi concebida como uma canção de catecismo para ajudar os jovens católicos aprender sua fé, em um momento que a prática do catolicismo era criminalizada na Inglaterra (1558 até 1829). Três anos mais tarde, em 1982, Padre Hal Stockert escreveu um artigo (posteriormente publicado on-line em 1995), em que ele sugeriu um possível uso semelhante dos 12 presentes como parte de um catecismo. A possibilidade de que os 12 presentes fossem usados como catecismo durante esse tempo também foi levantada pelo Padre James Gilhooley, capelão do Mount Saint Mary College de Newburgh, Nova Iorque. Snopes.com, um site que analisa lendas urbanas, rumores na Internet, e-mail encaminhados e outras histórias de origem desconhecida ou questionável também deu um parecer sobre o significado dos presentes, com os autores sugerindo que a hipótese dos 12 presentes de Natal como um catecismo clandestino durante os dias penais estavam incorretas.
William S. Baring-Gould sugere que os presentes enviados nos primeiros sete dias eram todos os pássaros - os "cinco anéis dourados" não eram, na verdade, anéis de ouro, mas referem-se aos cinco anéis de ouro do faisão-dourado. Outros sugerem que os anéis dourados se referem a "cinco goldfinchs, que são comumente conhecidos como pintassilgos ou mesmo canários. No entanto, a publicação de 1780 inclui uma ilustração que mostra claramente os "cinco anéis dourados" como sendo a joia.

## Música
Melodia padrão

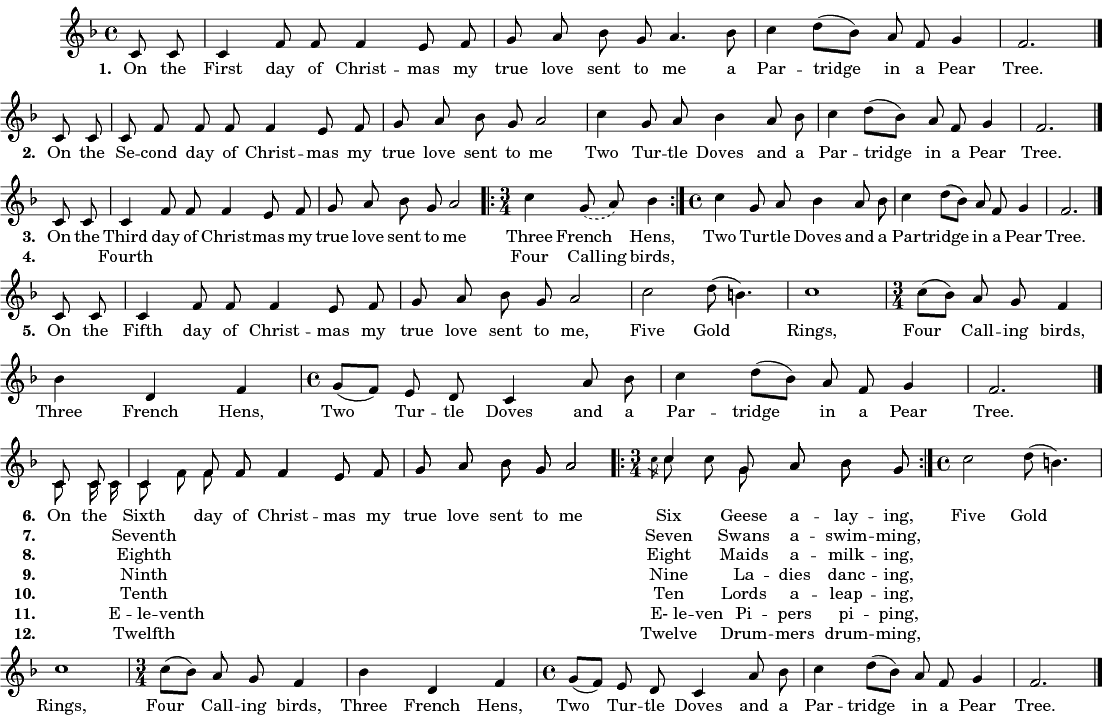
Melodia de "The Twelve Days of Christmas", do arranjo de Austin de 1909.

A melodia agora padrão para a canção foi publicada em 1909 pela Novello & Co.. O compositor inglês Frederic Austin arrumou as palavras para uma melodia tradicional, à qual acrescentou o seu próprio motivo de duas barras para os "cinco anéis dourados". Muitas das decisões de Austin no que diz respeito às letras, posteriormente, tornaram-se generalizadas:
- O "No" ("On") no início de cada verso.
- O uso de "pássaros cantando", em vez de "pássaros pretos" ("colly birds"), no quarto dia.
- A ordenação dos quatro últimos versos.